# Fódele
Fódele (en grec : Φόδελε) est un village de Crète, situé à 20 km à l'ouest d'Héraklion (qu'on appelait jadis Candie). Le Greco y serait né le 1er octobre 1541. Actuellement le village vit essentiellement de la culture des oranges.

## À voir
- Chapelle byzantine du XIe siècle.
- Maison natale du Greco avec un musée qui présente des reproductions de ses tableaux.